# 1842 en science
| Années de la science : 1839 - 1840 - 1841 - 1842 - 1843 - 1844 - 1845    |
| Décennies de la science : 1810 - 1820 - 1830 - 1840 - 1850 - 1860 - 1870 |

Cet article présente les faits marquants de l'année 1842 en science.

## Événements
- 23 janvier : l'expédition menée par James Clark Ross atteint son Farthest South, le « point le plus au sud » jamais atteint par l'homme à 78° 09′ 30″ S dans la barrière de Ross[1].
- Avril : le naturaliste britannique Richard Owen invente le terme Dinosauria (francisé en dinosaure) dans le compte rendu du onzième congrès de la British Association for the Advancement of Science[2].
- 30 mars : l'anesthésie à l'éther est utilisé pour la première fois lors d'une opération en Géorgie par le chirurgien américain Crawford Williamson Long, qui ne publie pas sa découverte[3]. Le dentiste William Morton et le chimiste américain Charles Thomas Jackson expérimentent l’éther en 1845. Leur méthode est rendue publique en 1846.
- 31 mars : le physicien wurtembergeois Julius Robert von Mayer envoie au chimiste Justus von Liebig le manuscrit de son mémoire intitulé Bemerkungen über die Kräfte der unbelebten Natur (« Remarques sur les forces de la nature inanimée »), publié en mai dans les Annalen der Chemie und Pharmacie[4]. Il propose, sans le démontrer, le principe de l'équivalence de la chaleur et du travail mécanique et énonce pour la première fois le principe de la conservation de l'énergie, à la base de la thermodynamique[5].
- 25 mai : dans un article lu devant la Société royale des sciences de Bohême intitulé Sur la lumière colorée des étoiles doubles et d'autres étoiles du ciel, le physicien autrichien Christian Doppler prédit l'effet qui portera son nom[6].

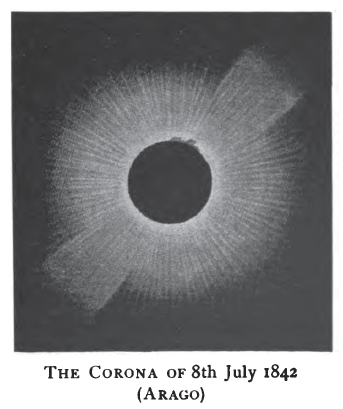
Couronne solaire de l'éclipse totale de Soleil du 8 juillet 1842, croquis de François Arago.

- 13 juin, astrophotographie : Edmond Becquerel présente à l'Académie des Sciences dans Mémoire sur la constitution du spectre solaire ses observations obtenues grâce aux premières photographies (daguerréotype et calotype) du spectre solaire[7].
- 8 juillet : Gian Alessandro Majocchi prend à Milan première photographie d'une éclipse partielle de soleil[8].
- 27 juillet : John William Draper prend un daguerréotype du spectre solaire[8].
- Octobre : Louis-Frédéric Ménabréa publie un article en français intitulé « Notions sur la machine analytique de M. Charles Babbage » à la Bibliothèque Internationale de Genève, considéré comme le premier article scientifique dans le domaine du calcul automatique. Il est traduit en anglais par Ada Lovelace qui le complète par un certain nombre de documents d’instructions, dont un algorithme pour calculer une séquence de nombres de Bernoulli, considéré comme le premier programme informatique au monde, et publié en septembre 1843 dans les Scientific Memoirs de Richard Taylor [9].
- Le chimiste russe Nikolaï Zinine fait la synthèse de l’aniline en faisant agir du sulfure d'ammonium sur le nitrobenzène obtenu la même année par le chimiste britannique John Leigh[10].
- L'ingénieur allemand August Wöhler donne le premier cours de résistance des matériaux à l'université de Göttingen[11]. Dans ses recherches, il établit la courbe de Wöhler pour estimer le degré d’endommagement lié à la fatigue des matériaux.

### Technologie
- 8 janvier : établissement de l'Université de technologie de Delft par Guillaume II des Pays-Bas en tant qu'Académie Royale pour la formation d'ingénieurs civils, au service de la nation et de l'industrie, et des apprentis pour le commerce[12].
- 21 février : John Greenough obtient un brevet aux États-Unis pour une machine à coudre[13].

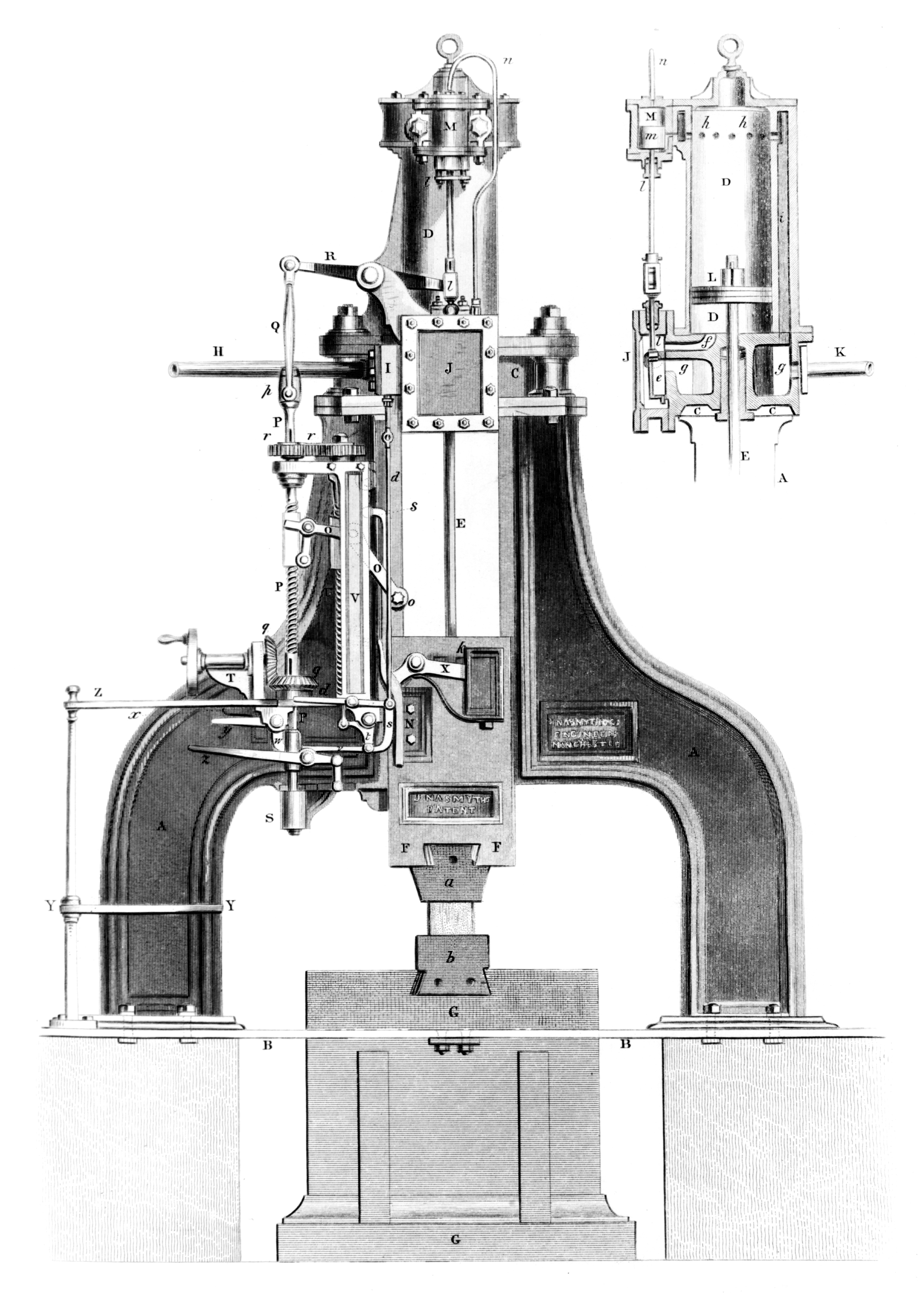
Le marteau-pilon de James Nasmyth.

- 9 juin : l'ingénieur écossais James Nasmyth obtient un brevet pour un marteau-pilon[14].
- 12 juin : John Herschel présente à la Royal Society le procédé photographique cyanotype qu'il a mis au point dans son mémoire On the action of the rays of the solar spectrum on vegetable colours and on some new photographic processes[15].
- 16 juillet : l'ébéniste Michael Thonet obtient à Vienne un privilège pour son procédé de courbure chimico-mécanique du bois qui lui permet de créer ses célèbres chaises[16].
- 10 septembre : sortie de la première locomotive à vapeur équipée du système de distribution Stephenson conçu par William Howe et William Williams, employés de Robert Stephenson and Company à Newcastle upon Tyne[17].

## Publications
- Edwin Chadwick : Report on the sanitary condition of the Labouring population of Great Britain.
- Charles Darwin : The Structure and Distribution of Coral Reefs. Being the First of the Geology of the Voyage of the Beagle, under the Command of Capt. Fitzroy, during the Years 1832 to 1836, Londres, Smith, Elder and Co., 1842.
- Nathaniel Bagshaw Ward : On the Growth of Plants in Closely Glazed Cases (« De la croissance des plantes dans des caisses vitrées hermétiques »).

## Prix
- Médailles de la Royal Society
  - Médaille Copley : James MacCullagh
  - Médaille royale : John Frederic Daniell et William Bowman
  - Médaille Rumford : William Henry Fox Talbot

- Médailles de la Geological Society of London
  - Médaille Wollaston : Leopold von Buch

## Naissances

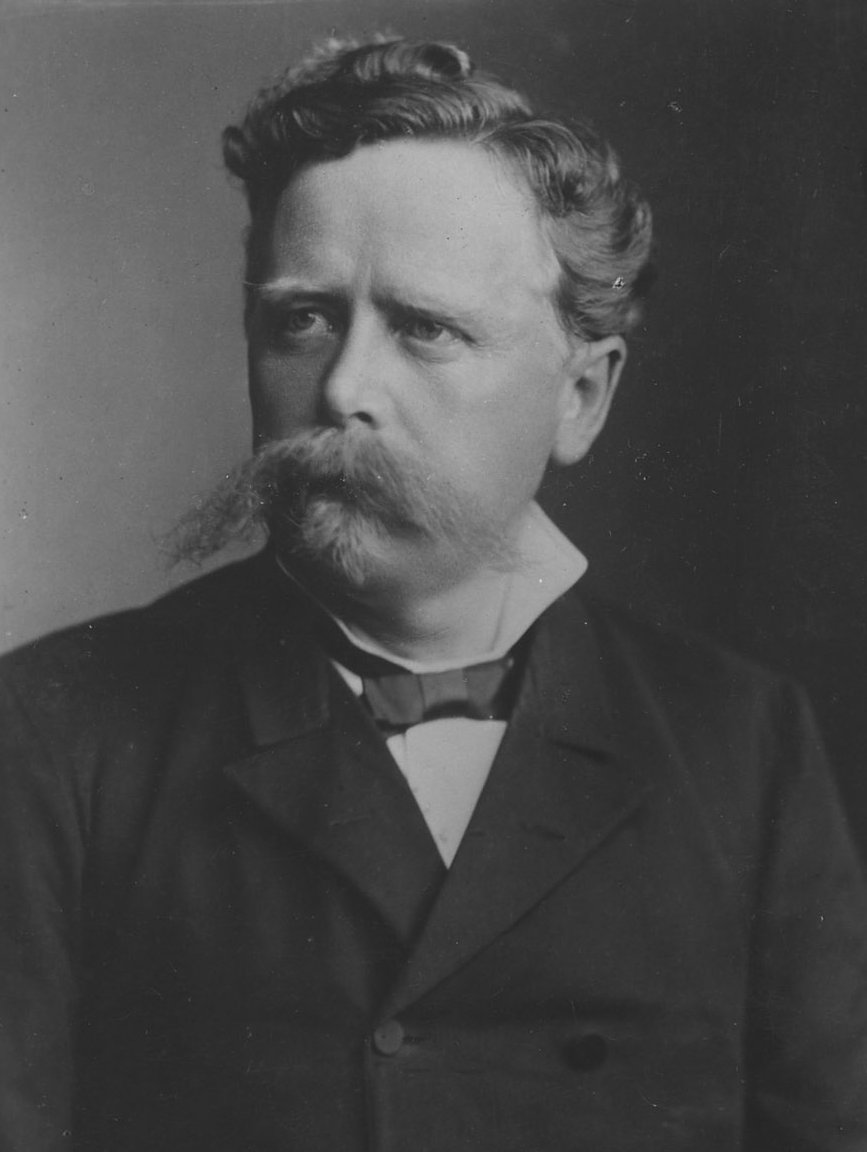
Carl Engler

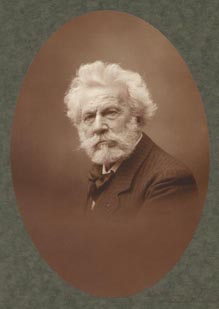
Camille Flammarion

- 5 janvier : Carl Engler (mort en 1925), chimiste et professeur allemand.
- 11 janvier : William James (mort en 1910), psychologue et philosophe américain.
- 12 janvier : Teobert Maler (mort en 1917), explorateur austro-allemand.
- 10 février : Agnes Mary Clerke (morte en 1907), astronome et écrivain scientifique irlandaise.
- 23 février : Carl Liebermann (mort en 1914), chimiste allemand.
- 24 février : Émile Charles Albert Brugsch (mort en 1930), égyptologue allemand.
- 26 février : Camille Flammarion (mort en 1925), astronome et vulgarisateur scientifique français.
- 1er mars : Wilhelm Jordan (mort en 1899), géodésiste allemand.
- 13 mars : Joseph Boussinesq (mort en 1929), hydraulicien et mathématicien français.
- 14 mars : Charles André (mort en 1912), astronome français et fondateur de l'observatoire de Lyon.
- 8 mai : Emil Christian Hansen (mort en 1909), physiologiste danois.
- 18 mai : Charles-Eugène Ujfalvy de Mezökövesd (mort en 1904), ethnologue, explorateur et linguiste austro-hongrois.
- 29 mai : Félix Thiollier (mort en 1914), érudit, historien et archéologue français.
- 22 juin : Ernest Hamy (mort en 1908), médecin, anthropologue et ethnologue français.
- 2 juillet : Albert Ladenburg (mort en 1911), chimiste allemand.
- 23 août : Osborne Reynolds (mort en 1912), ingénieur et physicien.
- 9 septembre : Elliott Coues (mort en 1899), médecin-militaire, historien, écrivain et ornithologue américain.
- 20 septembre :
  - James Dewar (mort en 1923), chimiste et physicien britannique.
  - Charles Lapworth (mort en 1920), géologue britannique.
- 27 septembre : Alphonse-François Renard (mort en 1903), géologue et minéralogiste belge.
- 8 octobre : Francisco del Paso y Troncoso (mort en 1916), historien, linguiste et archéologue mexicain.
- 17 octobre : Gustaf Magnus Retzius (mort en 1919), anatomiste suédois.
- 24 octobre : Nikolaï Menchoutkine (mort en 1907), chimiste russe.
- 12 novembre : John William Strutt Rayleigh (mort en 1919), physicien anglais.
- 25 novembre : Rudolf Heinrich Paul Blasius (mort en 1907), ornithologue allemand.
- 6 décembre : Hendrik Weyenbergh Jr. (mort en 1885), paléontologue néerlandais.
- 7 décembre : Otto Ammon (mort en 1916), anthropologue allemand.
- 8 décembre : Alphonse Louis Nicolas Borrelly (mort en 1926), astronome français.
- 14 décembre : Charles Otis Whitman (mort en 1910), zoologiste américain.
- 26 décembre : Alfred de Foville (mort en 1913), économiste et statisticien français.

## Décès

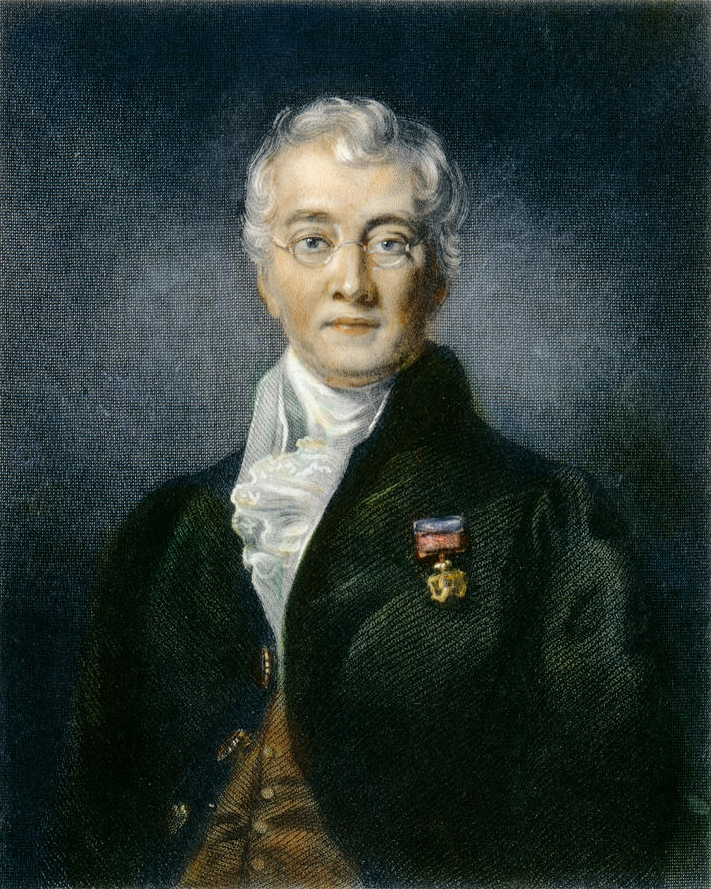
Charles Bell

- 15 janvier : Jean Baptiste Antoine Guillemin (né en 1796), botaniste français.
- 18 février : Pierre-François Chabaneau (né en 1754), chimiste français.
- 24 mars : Nestor L'Hôte (né en 1804), égyptologue, artiste et explorateur français.
- 28 avril : Charles Bell (né en 1774), anatomiste écossais.
- 8 mai : Jules Dumont d’Urville (né en 1790), explorateur français.
- 10 mai : Amos Eaton (né en 1776), géologue et botaniste américain.
- 24 juin : Jean-Baptiste Jollois (né en 1776), ingénieur français.
- 19 juillet : Pierre Joseph Pelletier (né en 1788), pharmacien français.
- 23 juillet : William Frederic Edwards (né en 1777), ethnologue français.
- 18 août : Louis Claude de Saulces de Freycinet (né en 1779), géologue et géographe français.
- 19 août : Alexandre Du Sommerard (né en 1779), archéologue français.
- 6 septembre : Jean-Baptiste Van Mons (né en 1765), pharmacien, chimiste, botaniste et agronome belge.
- 15 septembre : Peter Ewart (né en 1767), ingénieur britannique.
- 10 novembre : Joseph-Marie de Gérando (né en 1772), linguiste, pédagogue et philanthrope français.
- 19 décembre : Morel de Vindé (né en 1759), homme de loi, Pair de France, agronome et littérateur français.